# A bűnös (film, 2018)
A bűnös (Den skyldige) 2018-ban bemutatott dán bűnügyifilm, Gustav Möller első rendezése.

## Főbb szereplők
| Szereplő           | Színész               | Magyar hang    |
| ------------------ | --------------------- | -------------- |
| Asger Holm         | Jakob Cedergren       | Dolmány Attila |
| Jessica Dinnage    | Iben Østergård        |                |
| Rashid             | Omar Shargawi         |                |
| Michael Berg       | Johan Olsen           |                |
| Mathilde Østergård | Katinka Evers-Jahnsen |                |

## Produkció
A film történetét egy marylandi diák 1999-es meggyilkolásáról szóló,Serial című podcast és egy YouTube videó ihlette, amelyben egy elrabolt nő hívta a segélykérő diszpécsert. Möllert (író és rendező) lenyűgözte, hogy egy hanganyag is milyen hatásos tud lenni, akár képi megjelenítés nélkül is. "Olyan érzés volt, mintha képeket látok, pedig  csak hangot hallgatok" - mondta. "Olyan érzés volt, mintha láttam volna ezt a nőt, elképzeltem az autót  amiben ült, és az utat, amelyen haladtak." Möller és Emil Nygaard Albertsen társszerző a forgatás előtt kutatást végeztek egy a dán diszpécserközpontokban.
A középpontban egy  rendőrségi diszpécser lett, így a költségvetés a takarékos 500 000 euróra (570 671 USD) korlátozódott, ugyanakkor kreatívabb munkára kényszerítette a filmeseket. A forgatás három kamerával történt, és tizenhárom napig tartott. A gyártás utáni hangszerkesztés és utómunka további nyolc hetet vett igénybe.
2018 decemberében bejelentették, hogy Jake Gyllenhaal megszerezte a jogokat a filmhez, és remake-t fog készíteni.

## Remake
2018-ban bejelentették, hogy a Nine Stories és Jake Gyllenhaal megvették a film amerikai jogait és Gyllenhaal a főszerepet is eljátssza. 2020-ban kezdték a forgatást, a rendező székbe Antoine Fuqua került és Nic Pizzolatto írta a forgatókönyvet. A filmet egyetlen Los Angeles-i helyszínen forgatták, 2020 novemberében. Peter Sarsgaard, Ethan Hawke és Riley Keough is a hangját adta a produkcióban. 2020 szeptemberében a Netflix 30 millió dollárért megszerezte a film forgalmazási jogait és 2021. október 1-én került fel a  Netflixre.

## Fordítás
- Ez a szócikk részben vagy egészben  a   The Guilty (2018 film) című angol Wikipédia-szócikk fordításán alapul.  Az eredeti cikk szerkesztőit annak laptörténete sorolja fel. Ez a jelzés csupán a megfogalmazás eredetét és a szerzői jogokat jelzi, nem szolgál a cikkben szereplő információk forrásmegjelöléseként.

## Külső hivatkozások
- A bűnös a PORT.hu-n (magyarul)
- A bűnös az Internet Movie Database-ben (angolul)
- A bűnös a Rotten Tomatoeson (angolul)
- A bűnös a Box Office Mojón (angolul)